# Illifaut
Illifaut é uma comuna francesa na região administrativa da Bretanha, no departamento Côtes-d'Armor. Estende-se por uma área de 27,04 km². Em 2010 a comuna tinha 692 habitantes (densidade: 25,6 hab./km²).